# Yao Wei
Yao Wei (chinesisch 姚伟; * 1. September 1997 in Fuyang, Anhui) ist eine chinesische Fußballspielerin.

## Karriere

### Vereine
Yao ist seit 2019 für den Wuhan Jianghan University FC aktiv.

### Nationalmannschaft
Mit der U17-Nationalmannschaft nahm sie an der altersbezogenen Weltmeisterschaft 2014 teil und in drei Spielen der D zum Einsatz.
Ihr Debüt in der A-Nationalmannschaft hatte sie am 8. März 2017 in Parchal mit dem Spiel um Platz 9 bei der 1:2-Niederlage gegen die Nationalmannschaft Islands im Turnier um den Algarve-Cup. Im Turnier 2019 wurde sie in den beiden Spielen der Gruppe C und im Spiel um Platz 11 am 6. März in Albufeira bei der 2:4-Niederlage im Elfmeterschießen eingesetzt, in dem sie die in der 45. Minute der Niederländerinnen erzielte 1:0-Führung in der 50. Minute ausglich; es war zugleich ihr insgesamt drittes A-Länderspieltor.
Des Weiteren war sie mit ihrer Mannschaft in den Jahren 2017, 2018, 2019 und 2022 in den Turnieren der Ostasienmeisterschaft vertreten, in denen sie in neun Einsätzen zwei Tore erzielte.
Die Asienmeisterschaft 2022, an der sie mit ihrer Mannschaft teilnahm, wurde mit dem Titelgewinn abgeschlossen. Sie nahm am Fußballturnier im Rahmen der Asienspiele 2022 teil und beendete dieses mit ihrer Mannschaft nach fünf Spielen am 6. Oktober 2023 mit dem 7:0-Sieg über die Nationalmannschaft Usbekistans mit der Bronzemedaille; in diesem Spiel erzielte sie mit dem Treffer zum Endstand in der 67. Minute ihr viertes A-Länderspieltor.
Im Turnier um die Weltmeisterschaft 2019 bestritt sie alle drei Spiele der Gruppe Gruppe B sowie das mit 0:2 gegen die Nationalmannschaft Italiens verlorene Viertelfinale.
Am 5. Juli 2023 wurde sie in den Kader für die Weltmeisterschaft 2023 berufen und bestritt alle drei Spiele der Gruppe D.
Sie bestritt am 20. und 25. Februar 2025 zwei Turnierspiele um den Pinatar-Cup und am 5. und 8. April 2025 zwei weitere Spiele im Vier-Nationen-Turnier, wie auch schon am 26. und 28. Oktober 2024.
Weitere Länderspiele fanden zwölfmal in Freundschaft statt und fünfmal im Rahmen der Olympiaqualifikationen.

## Erfolge
- Asienmeisterin 2022
- Bronzemedaille Fußballturnier Asienspiele 2022